# Chydorus
Chydorus is een geslacht van kreeftachtigen uit de klasse van de Branchiopoda (blad- of kieuwpootkreeftjes).

## Soorten
- Chydorus ovalis Kurz, 1874
- Chydorus sphaericus (O.F. Müller, 1776)